# Niek Kimmann
Niek Kimmann (* 20. Mai 1996 in Lutten) ist ein niederländischer Radrennfahrer, der im BMX-Racing aktiv ist.

## Sportlicher Werdegang
Kimmann ist einer der erfolgreichsten Fahrer im BMX-Rennsport der 2010er Jahre. Derzeit (2021) ist er mit 12 Weltcupsiegen der Fahrer mit den meisten Einzelsiegen im UCI-BMX-Supercross-Weltcup.
Bereits als Junior konnte Kimmann Erfolge auf internationaler Bühne erringen: nach zwei Bronzemedaillen im Jahr 2013 wurde er 2014 Doppelweltmeister und Europameister. Nach dem Wechsel in die Elite wurde er 2015 in Zolder sofort Weltmeister im Race und Vizeweltmeister im Zeitfahren. Ein Jahr später gewann er in Medellín erneut eine Gold- und eine Silbermedaille sowie in Arnheim das erste Mal ein Weltcup-Rennen.
Nach einem Jahr ohne große Erfolge gewann er in der Saison 2018 vier Rennen und die Gesamtwertung im UCI-BMX-Supercross-Weltcup. Mit sechs Siegen in zehn Rennen wiederholte er 2019 den Gewinn der Weltcup-Gesamtwertung. Zudem stand er bei den Weltmeisterschaften erneut auf dem Podium. 2018 und 2019 stand er am Ende des Jahres auf Platz 1 der Weltrangliste.
Kimmann war Teilnehmer bei den Olympischen Sommerspielen 2016 und belegte im BMX-Rennen den 7. Platz. Bei den Olympischen Sommerspielen 2020 in Tokio gewann er die Goldmedaille vor Kye Whyte und Carlos Ramírez. Einen Monat nach den Olympischen Spielen wurde er in Arnhem-Papendal das zweite Mal Weltmeister im Race.

## Persönliches
Sein jüngerer Bruder Justin Kimmann ist ebenfalls BMX-Fahrer und startet auch im Welt- und Europacup.

## Erfolge

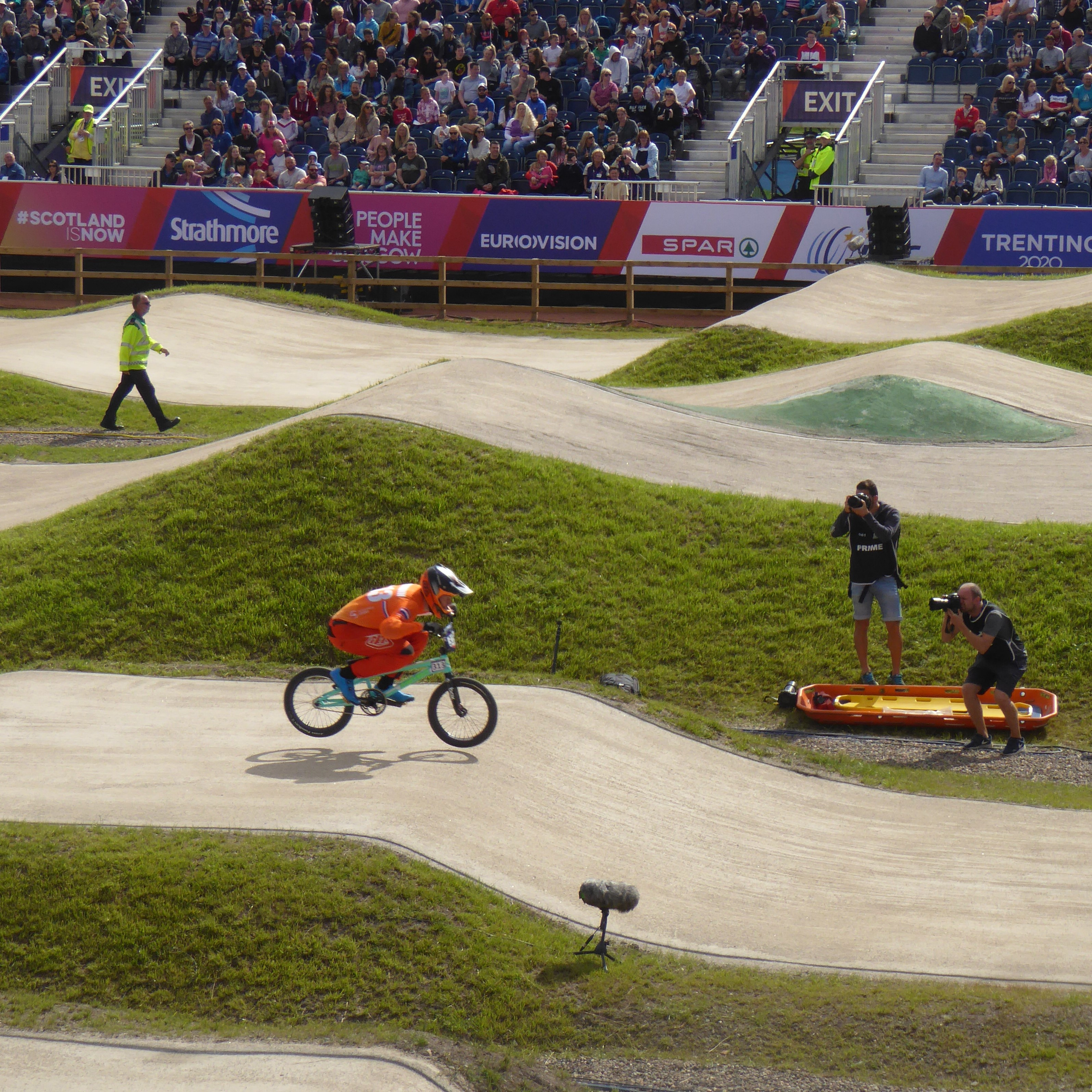
Kimmann beim UEC-BMX-European-Cup 2018 in Glasgow

| 2013 - Weltmeisterschaften (Junioren) – Zeitfahren - Europameisterschaften (Junioren) – Race 2014 - Weltmeister (Junioren) – Zeitfahren und Race - Europameister (Junioren) – Race - Olympische Jugend-Sommerspiele – Mannschaft 2015 - Weltmeister – Race - Weltmeisterschaften – Zeitfahren - ein Erfolge UCI-BMX-World-Cup - drei Erfolge UEC-BMX-European-Cup 2016 - Weltmeister – Zeitfahren - Weltmeisterschaften – Race 2017 - Niederländischer Meister – Race - zwei Erfolge UEC-BMX-European-Cup 2018 - Niederländischer Meister – Race - vier Erfolge und Gesamtwertung UCI-BMX-World-Cup - drei Erfolge UEC-BMX-European-Cup | 2019 - Weltmeisterschaften – Race - Niederländischer Meister – Race - sechs Erfolge und Gesamtwertung UCI-BMX-World-Cup - zwei Erfolge UEC-BMX-European-Cup 2020 - ein Erfolg UCI-BMX-World-Cup 2021 - Olympische Spiele – Race - Weltmeister – Race 2022 - ein Erfolg UCI-BMX-World-Cup 2023 - Europameister 2024 - Weltmeisterschaften - zwei Erfolge UCI-BMX-World-Cup |